# 戈沙·鲁布钦斯基
格奥尔基·亚历山德罗维奇·鲁布钦斯基（羅馬化：Georgiy Aleksandrovich Rubchinskiy；1984年6月29日—），艺名戈沙·鲁布钦斯基（羅馬化：Gosha Rubchinskiy），俄罗斯時尚設計师、攝影師，“戈沙·鲁布钦斯基”品牌创办人。鲁布钦斯基从苏联解体、俄罗斯街头文化以及创作历程中汲取灵感，通过时装秀和影像将俄罗斯的过去和现在的景象推向世界舞台。
2018年4月，戈沙·鲁布钦斯基在Instagram上宣布个人同名品牌结业。